# Ellen Burka
Ellen Ruth Burka CM, geborene Dambitsch, ab 1935 Danby, (geboren 11. August 1921 in Amsterdam; gestorben 12. September 2016 in Toronto, Ontario) war eine kanadisch-niederländische Eiskunstläuferin und Eiskunstlauftrainerin. Während der deutschen Besetzung der Niederlande überlebte sie, deportiert als jüdische Verfolgte ins deutsche Lager Theresienstadt, die Zeit der Shoah. Als Trainerin in Kanada betreute sie Olympiasieger und Weltmeister im Eiskunstlauf. 1978 wurde sie Mitglied des Order of Canada und 1996 in Canada’s Sports Hall of Fame aufgenommen.

## Biographie

### Persönlicher Werdegang
Ellen Dambitsch wurde in Amsterdam als Tochter deutscher Eltern jüdischer Herkunft geboren und hatte eine zehn Jahre ältere Schwester namens Margaret. Bis sie in die Schule kam, beherrschte sie nur Deutsch und Englisch. Sie liebte Musik und nahm Tanzunterricht. 1933 begann sie zusammen mit ihrer Schulfreundin Elsbeth Meijer mit dem Eiskunstlauf. 1934 wurde die erste Kunsteisbahn in der Apollohal in Amsterdam eröffnet, und Ellen Danby und Elsbeth Meijer verbrachten dort den Großteil ihrer Freizeit. Bald galten sie als die besten Eiskunstläuferinnen des Landes. Vor 1940 traten sie gemeinsam mit zwei jungen Männern in kleinen, selbstchoreographierten Eisshows auf. 1935 änderte die Familie Dambitsch ihren Namen in Danby.
Während der deutschen Besetzung und der aufkommenden Ausgrenzung und Verfolgung jüdischer Menschen war es Ellen Danby, die sich ihrer jüdischen Herkunft bis dahin nicht bewusst gewesen war, verboten, weiterhin mit ihren Freunden in der Apollohal zu trainieren. Im Juni 1943 wurde sie im Zuge einer großen Razzia mit ihrer Familie gefangen genommen und in das Durchgangslager Westerbork deportiert; ihre Großmutter war zwei Wochen zuvor abgeholt worden.
Ellen Danby ließ sich in Westerbork als „niederländische Eiskunstlaufmeisterin“ registrieren, obwohl eine solche Meisterschaft bis dahin noch nicht stattgefunden hatte. Zunächst entging sie den Transporten in ein Vernichtungslager oder andere Lager im Osten; sie wurde zurückgestellt, weil der Kommandant von Westerbork, Albert Konrad Gemmeker, ein Bewunderer der Eiskunstläufer Maxi Herber und Ernst Baier war, und er ließ ihr im Lager eine privilegierte Stellung zukommen. Gemmeker veranlasste, dass Ellens Schlittschuhe und Sportkleidung von ihrer Freundin Elsbeth ins Lager gebracht wurden, damit sie dort auf einem zugefrorenen Teich trainieren konnte. Es war geplant, dass sie deutschen Soldaten das Eislaufen beibringen sollte, aber bevor es dazu kam, taute die Eisschicht auf dem Teich.
Im Juli 1943 musste Ellen Danby zusehen, wie ihre Eltern den Zug zum Vernichtungslager Sobibor bestiegen. Dort wurden sie ermordet, die Großmutter war schon zuvor getötet worden. Sie selbst blieb zunächst in Westerbork und arbeitete als Haushälterin des deutschen Architekten Arthur Winne, der das Baubüro des Lagers leitete. Nach ihren späteren Angaben verwehrte sie sich bei einer Feier in dessen Villa gegen Belästigungen eines deutschen Soldaten; daraufhin wurde sie kurze Zeit später auf Anweisung von Gemmeker in das Ghetto Theresienstadt deportiert. In einem Fernsehinterview berichtete sie später, dass Elisabeth Hassel, die Sekretärin und Geliebte Gemmekers, diesen überredet habe, sie nicht in ein Vernichtungslager zu schicken.
In Theresienstadt lernte Ellen Danby den tschechischen Künstler Jan Burka kennen. Nach der Befreiung des Lagers durch die Rote Armee im Mai 1945 gelangten die beiden von dort aus zu Fuß und per Anhalter innerhalb von zwei Wochen in das 900 Kilometer entfernte Amsterdam, wo sie heirateten. Sie bekamen zwei Töchter, Petra (* 1946) und Astra (* 1948), mit denen sie 1951 auf Wunsch von Jan Burka, der Angst vor einem neuen Krieg in Europa hatte, nach Kanada emigrierten; Ellen Burka hätte es vorgezogen, in den Niederlanden zu bleiben. Nach wenigen Jahren verließ Jan Burka die Familie, und 1954 ließ sich das Ehepaar scheiden. Ellen Burka war nun eine alleinerziehende Mutter. Jahrzehntelang erzählte sie niemandem, dass sie Jüdin war, und zog ihre Töchter anglikanisch auf. Sie sprach nicht über ihre Lagererlebnisse und behauptete den Mädchen gegenüber, die Großeltern seien bei einem Autounfall ums Leben gekommen. Was wirklich geschehen war, sagte sie ihnen erst Mitte der 1960er Jahre. Mehrfach besuchte sie die Niederlande, und 2010 feierte sie mit Elsbeth Meijer das 80-jährige Bestehen ihrer Freundschaft. 2016 starb Ellen Burka in Toronto im Alter von 95 Jahren.

### Sportliche Laufbahn
1946 und 1947 – zwischen ihren Schwangerschaften – gewann Ellen Burka die Wettbewerbe, die als Vorläufer der 1950 erstmals offiziell stattfindenden niederländischen Meisterschaften angesehen werden. Nach ihrer Emigration nach Kanada begann sie, in Toronto als Trainerin zu arbeiten. Sie unterrichtete beim Toronto Cricket Skating and Curling Club und beim Granite Club. Sie fand das kanadische Eislaufen zu starr und zu technisch und führte Elemente von Ballett und modernem Tanz in die Choreographie ihrer Sportlerinnen und Sportler ein.
Ellen Burka trainierte ihre Tochter Petra, die bei den Olympischen Winterspielen 1964 Bronze errang und 1965 Weltmeisterin wurde. 1968 wurde sie Trainerin von Toller Cranston, der sechs kanadische Landestitel und 1976 die olympische Bronzemedaille gewann und für das hohe künstlerische Niveau seiner Kürleistungen besonders bekannt wurde. 2009 nannte er Burka „eine Göttin in der Welt des Eiskunstlaufs“. Außerdem trainierte sie Dorothy Hamill, Elvis Stojko und Sandra Bezic/Val Bezic, Patrick Chan, Tracey Wainman, Christopher Bowman und weitere Weltmeisterschafts- und Olympiateilnehmer. Sieben Mal nahm sie als Trainerin an Olympischen Winterspielen und 25 Mal an Weltmeisterschaften teil. Sie blieb bis ins hohe Alter als Trainerin aktiv.
Im Jahr 1978 wurde Burka zum Mitglied des Order of Canada ernannt: „Für die Erhebung des Eislaufens zu einer Kunstform und für fantasievolle Choreographie auf dem Eis“. 1996 wurde sie in die Canada’s Sports Hall of Fame aufgenommen, ebenso in die Canadian Figure Skating Hall of Fame, die Etobicoke Sports Hall of Fame und die International Jewish Sports Hall of Fame. In den Niederlanden wurde sie 2014 vom nationalen Eissportverband KNSB auf der Jaap Edenbaan in Amsterdam für ihre Verdienste um den Eiskunstlauf mit dem Blijk van Erkenning (Zeichen der Anerkennung) geehrt.

## Geschichte der Familie

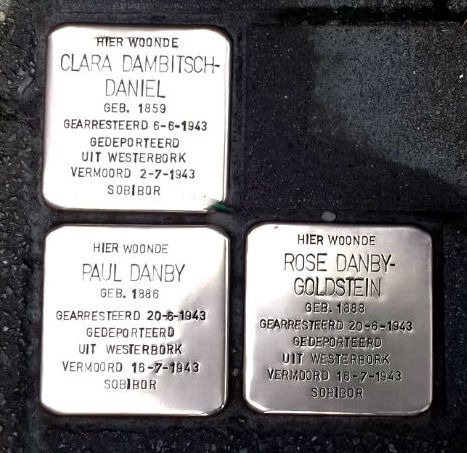
Stolpersteine für Rose und Paul Danby und für Clara Dambitsch-Daniel vor dem Haus Veronesestraat 3 in Amsterdam

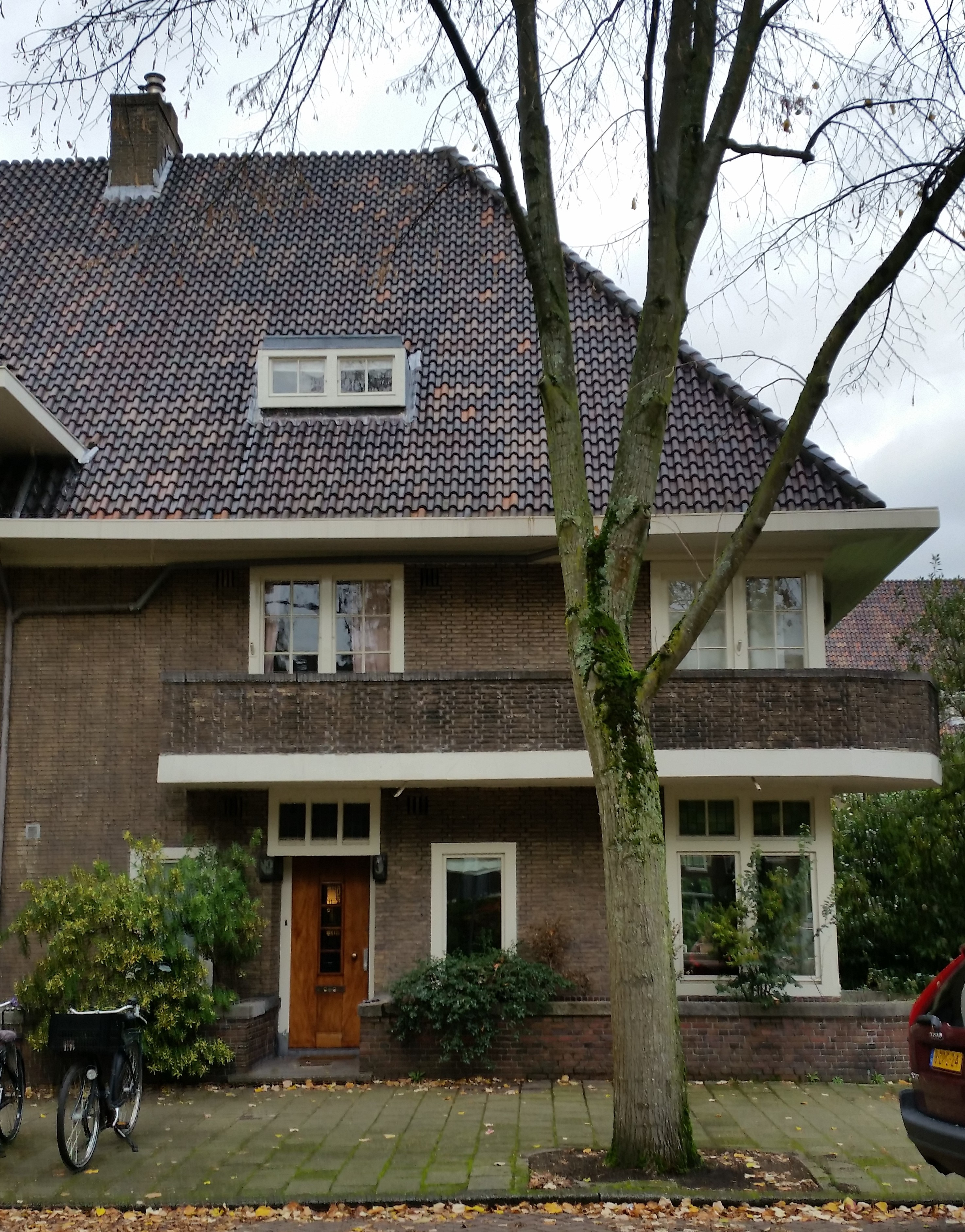
Das ehemalige Haus der Familie, in dem Margaret Danby später praktizierte

Ein Großonkel von Ellen Burka war Adolphe Saalfeld (ca. 1865–1926) aus dem deutschen Oranienbaum. Er war Chemiker und Parfümeur. Um 1888 ging er nach Großbritannien und leitete dort die Sparks, White & Company Ltd. Er und seine Frau Gertrud nahmen seine Nichte, Rose Goldstein, deren Eltern – die Mutter Gertrude Goldstein war eine Schwester von Saalfeld – früh verstorben waren,  an Kindes statt an. 1907 wurde der in Berlin geborene Paul Josef Dambitsch, der Vater von Ellen Burka, nach Manchester geschickt, um bei Adolphe Saalfeld eine Ausbildung zu machen. Er lernte Saalfelds Nichte Rose kennen, 1910 heirateten die beiden. Die erste Tochter von Rose und Paul Dambitsch, Margaret, wurde 1911 in England geboren, zehn Jahre später folgte Ellen in Amsterdam.
1912 buchte Adolphe Saalfeld ein Erste-Klasse-Ticket für die Titanic; er wollte in den USA neue Kunden werben. Sein Schwiegersohn Paul Dambitsch begleitete ihn nach Southampton, um ihn zu verabschieden und das Schiff zu besichtigen. Bei dieser Gelegenheit schrieb Dambitsch einen Brief an seine Frau Rose, der der erste Brief war, der von der Titanic aus versandt wurde. Adolphe Saalfeld führte einen Koffer mit 65 Fläschchen gefüllt mit ätherischen Ölen mit sich. Nach dem Zusammenstoß des Schiffes mit einem Eisberg gelang es ihm, das Rettungsboot 3 zu besteigen, seinen Musterkoffer musste er zurücklassen. Er wurde von der Carpathia aufgenommen und kehrte nach England zurück. Seine Familie berichtete, dass er nie wieder richtig schlafen konnte und seinen Chauffeur deshalb anwies, ihn des Nachts durch die leeren Straßen zu fahren, bevor er einnicken konnte. Er erholte sich psychisch nie von dem Erlebnis des Schiffsuntergangs und starb 1926 im Alter von 61 Jahren. Im Jahr 2000 wurde bei einer Bergungsexpedition in der Nähe des Wracks der Titanic auf dem Meeresgrund eine Ledertasche mit der Aufschrift A. Saalfeld & Co., Manchester gefunden. In der Tasche befanden sich Metallbehälter mit den 65 Glasfläschchen von Adolphe Saalfeld, von denen nur eins zerbrochen war, vermutlich erst bei der Bergung.
Paul Dambitsch wurde während des Ersten Weltkriegs als deutscher Staatsbürger auf der Isle of Man interniert. 1919 erhielt er das Angebot, Geschäftsführer eines Kempinski-Restaurants in Amsterdam zu werden, und die Familie zog von Großbritannien in die Niederlande. Darüber hinaus gründete er das Weinimport-Export-Unternehmen Kempinski Inc. und P.J. Danby Chemicals and Pharmaceuticals. 1935 änderte er seinen Namen in Danby. Aufgrund seiner internationalen Geschäftskontakte fühlte er sich nach der Besetzung der Niederlande sicher und lehnte es ab, sich und seine Familie in Sicherheit zu bringen. Im Juli 1943 wurden seine Frau, seine Mutter und er selbst deportiert und im Zuge des Holocaust ermordet.
Ellen Danbys Schwester Margaret war ab 1939 Ärztin und praktizierte in Oss, wo sie als einzige Frau Mitglied des dortigen Judenrates wurde. Sie versuchte, möglichst viele Menschen vor der Deportation zu retten, indem sie diese als zu krank für einen Transport erklärte, meist vergebens. Im Juli 1943 musste sie selbst untertauchen; sie kam bei der Familie Manders in Schaijk unter und überlebte die Besatzungszeit. Nach dem Krieg praktizierte sie als Hausärztin in ihrem Elternhaus in der Veronesestraat 3 in Amsterdam, vor dem später drei Stolpersteine für ihre Eltern und ihre Großmutter verlegt wurden.
1981 gründete Margaret Danby die Nederlandse Migraine Stichting. Sie starb 1990. Nach ihrem Tod fand die Familie in einem Schuhkarton den Brief, den Paul Dambitsch am 10. April 1912 von Bord der Titanic aus an seine Frau versandt hatte. Am 23. April 2016 wurde der Brief für £15.000 bei einer Auktion angeboten.

## Rezeption
2008 wurde beim Toronto Jewish Film Festival der Film Skate to Survive uraufgeführt, ein Dokumentarfilm über das Leben von Ellen Burka, den ihre Tochter Astra gedreht hat. Im Januar 2015 strahlte ein niederländischer TV-Sender einen Film über ihre Lebensgeschichte in der sporthistorischen Serie Andere Tijden Sport aus. Für diesen Dokumentarfilm kehrte Ellen Burka nach Amsterdam zurück, um ihr ehemaliges Familienhaus und das Durchgangslager Westerbork zu besuchen.

## Publikationen
- Mit John Mardon u. Kiyo of Holiday Studio: Figure Skating. Don Mills, Ont.: Collier-MacMillan Canada; New York: Macmillan, 1974.
- Anne Udaskin & USC Shoah Foundation: Ellen Burka oral history (interview code: 475). USC Shoah Foundation, Los Angeles 1995.